# VEON
VEON Ltd. (abans VimpelCom Ltd.) és una multinacional de telecomunicacions registrada a les Bermudes amb seu a Amsterdam, que ofereix serveis integrats de telefonia mòbil i fixa.
Està controlat en un 47,85% per la russa Altimo i en un 42,95% per la noruega Telenor.

## Filials i participacions en capital
Les marques de VimpelCom són:
- Beeline a Rússia, Armènia, Kazakhstan, Geòrgia, Kirguizstan, Tadjikistan i Uzbekistan;
- Wind Tre a Itàlia;
- Kyivstar a Ucraïna;
- Djezzy a Algèria;
- Mobilink al Pakistan;
- Banglalink a Bangladesh;
- Telecel a Zimbàbue.